# 栃木県道219号松田葉鹿線

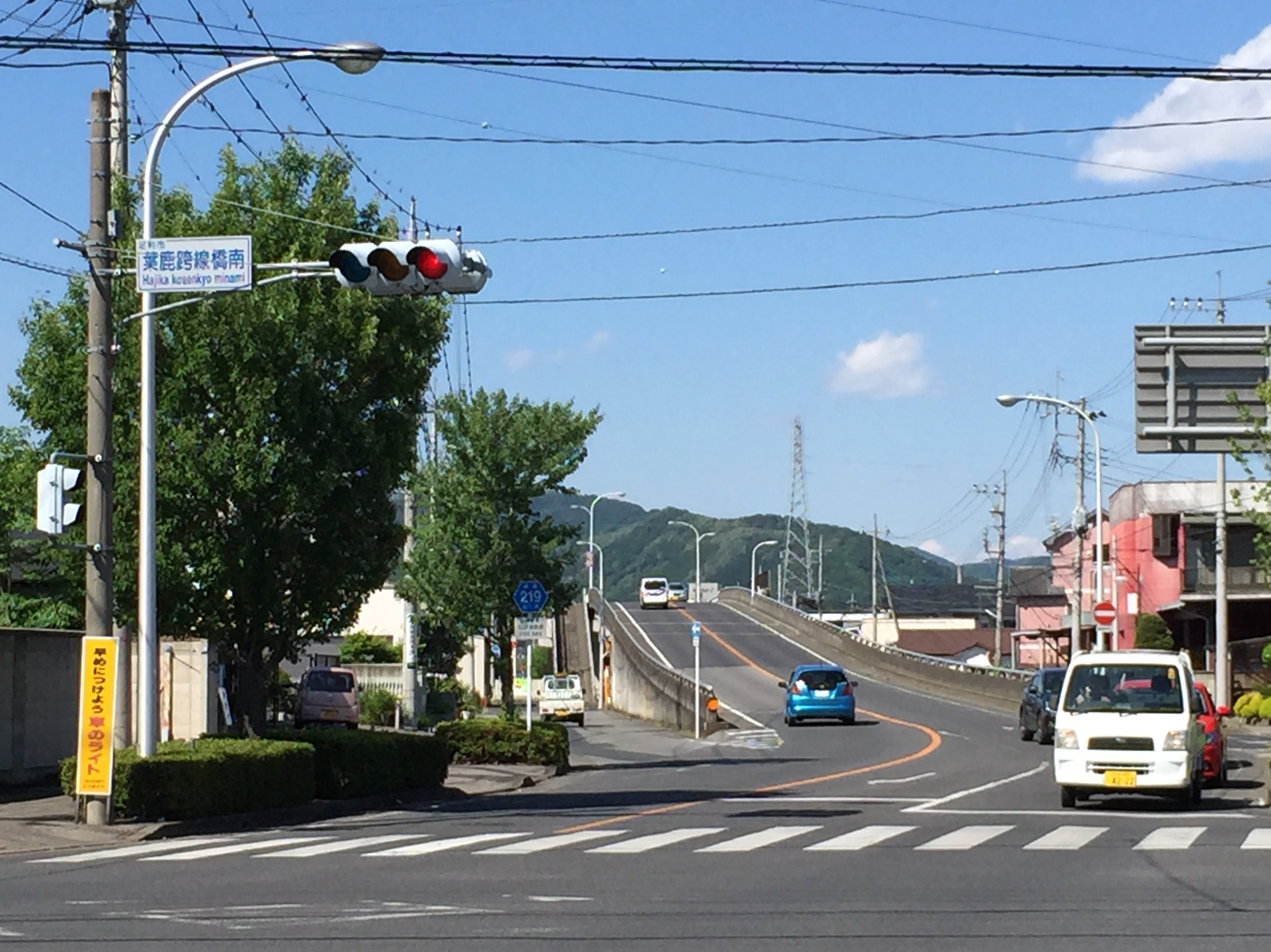
足利市・葉鹿跨線橋南交差点
（終点、2015年5月）
写真の奥に見えるのが葉鹿跨線橋である

栃木県道219号松田葉鹿線（とちぎけんどう214ごう まつだはじかせん）は、栃木県足利市を通過する一般県道である。

## 概要
本路線は松田川と並行しながら道路が走り、足利市松田町の松田川ダムと葉鹿町を結ぶ。

### 路線データ
- 距離：10.107km
- 起点：栃木県足利市松田町（松田川ダム付近）
- 終点[1]：栃木県足利市葉鹿町（葉鹿跨線橋南交差点＝栃木県道67号桐生岩舟線、栃木県道254号丸山葉鹿線交点）

## 歴史
- 1961年（昭和36年）4月1日 - 指定

## 地理

### 通過する自治体
- 栃木県
  - 足利市

### 交差する道路
- 栃木県道218号名草小俣線（松田町）
- 栃木県道284号松田大月線（松田町）

### 交差する河川
- 松田川（松田町）※計5回、松田町にて松田川と交差
- 粟谷川（板倉町）
- 彦谷川（五島橋、葉鹿町1丁目）

### 交差する鉄道
- JR両毛線（葉鹿跨線橋、葉鹿町1丁目・葉鹿跨線橋北交差点 - 終点）

### 沿線
- 松田川ダム（松田町）
- 足利市立坂西北小学校（板倉町）